# Aaja Chemnitz
Aaja Arnatsiaq Chemnitz [ˈaːja ɑˈnːat͡sːiɑq ˈkɛmnit͡s ˈlɑːsn̩] (* 2. Dezember 1977 in Nuuk als Aaja Arnatsiaq Chemnitz Larsen) ist eine grönländische Politikerin (Inuit Ataqatigiit).

## Leben
Aaja Chemnitz ist die Tochter von Jørgen Schmidt Chemnitz und Jette Larsen und seit 2022 verheiratet mit Michael Driefer (* 1968), Sohn von Jørn († 2003) und Aase Driefer. Sie hat vier Kinder bzw. Stiefkinder: Toke Ketwa Driefer (* 1998), Aimee Milla Sørensen (* 2000), Minik Driefer Jeremiassen (* 2003) und Silas Milo Driefer (* 2009).
Von 1998 bis 2004 studierte sie Gesellschaftswissenschaften an der Universität Grönlands. Anschließend arbeitete sie bis 2006 bei der grönländischen Regierung. Danach war sie von 2006 bis 2007 bei den Vereinten Nationen in New York City angestellt. Von 2007 bis 2009 war sie Abteilungsleiterin in der Sozialabteilung der Gemeinde Nuuk. Nach der Kommunalreform war sie von 2009 bis 2012 Direktorin der Wohlfahrtsabteilung der neuen Kommuneqarfik Sermersooq und anschließend bis 2015 Kindersprecherin des Parlaments. Auch während ihrer Arbeitskarriere vollzog sie mehrere Fortbildungen: 2011 war sie am Insead, 2014 an der University of Nottingham und 2020 an der Harvard Kennedy School.
Sie kandidierte bei der Parlamentswahl 2014 und erzielte mit 278 Stimmen einen Sitz im Inatsisartut. Im Folgejahr trat sie bei der Folketingswahl 2015 an und erreichte knapp mehr Stimmen als Johan Lund Olsen, wodurch sie zusammen mit Aleqa Hammond ins Folketing einzog. Daraufhin ließ sie sich im Inatsisartut beurlauben. Im September 2017 verließ Ane Hansen das Inatsisartut, um Bürgermeisterin der Kommune Qeqertalik zu werden, und Aaja Chemnitz Larsen nahm an ihrer statt ein Doppelmandat an. Wegen ihrer Arbeit im Folketing kandidierte sie bei der Inatsisartut-Wahl 2018 nicht erneut. Sie kandidierte bei der Folketingswahl 2019 und konnte die höchste Zahl an Stimmen aller Kandidaten verbuchen und verteidigte damit ihren Sitz im dänischen Parlament. Bei der Folketingswahl 2022 erhielt sie nur noch 21,7 % der Stimmen, erzielte das schlechteste Parteiergebnis seit 1998, erreichte damit aber immer noch einen der beiden Plätze im Folketing.
Aaja Chemnitz hat zahlreiche ehrenamtliche Posten inne. Von 2008 bis 2009 und 2012 war sie Aufsichtsratsvorsitzende von Bedre Børneliv. Von 2012 bis 2014 war sie Vizeaufsichtsratsvorsitzende bei Transparency International Greenland. Von 2012 bis 2015 war sie Vorsitzende des grönländischen Kinderrats. Von 2013 bis 2014 war sie zudem Aufsichtsratsmitglied beim Institut for Menneskerettigheder. 2013 war sie Vizevorsitzende und 2014 Vorsitzende des grönländischen Menschenrechtsrats. Von 2015 bis 2018 war sie Aufsichtsratsmitglied bei Red Barnet (Save the Children) und seit 2015 bei IKIU. Von 2011 bis 2013 war sie zudem Aufsichtsratsmitglied bei Great Greenland, von 2012 bis 2014 bei Grønlands Statistik und von 2013 bis 2014 bei TELE-POST. Von 2017 bis 2022 war sie Vizevorsitzende der Polarskolen. Seit 2022 ist sie Aufsichtsratsmitglied der Grönländischen Nationalgalerie, seit 2023 Vorstandsmitglied der Universität der Arktis.